# Felix von Lichnowsky

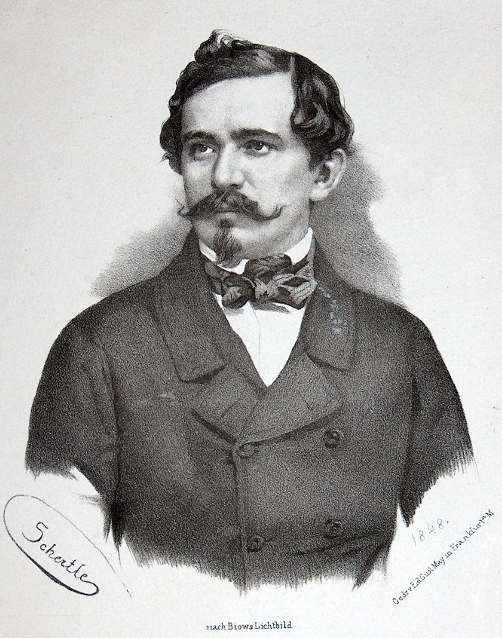
Fürst Felix von Lichnowsky

Fürst Felix Maria Vincenz Andreas von Lichnowsky, Graf von Werdenberg, (* 5. April 1814 in Wien; † 18. September 1848 in Frankfurt am Main) war ein preußischer, rechtsliberaler Politiker. Im Jahr 1848 wurde er in die Frankfurter Nationalversammlung gewählt. Bei den Septemberunruhen wurde er zusammen mit Hans von Auerswald von Aufständischen ermordet.

## Leben
Fürst Felix aus dem schlesisch-böhmischen Adelsgeschlecht Lichnowsky war ein Sohn von Fürst Eduard von Lichnowsky und damit Enkel des Mäzens der Wiener Klassiker Karl Lichnowsky. Er war Nachfolger seines Vaters als Fürst und Großgrundbesitzer in Schlesien und Oberschlesien. 1834 bis 1837 war er preußischer Offizier. 1837 ging er nach Spanien und nahm am Ersten Carlistenkrieg (1833–1840) im Lager der Carlisten teil, zuletzt als Brigadegeneral und Diplomat. Über diese Zeit veröffentlichte er ein zweibändiges Werk.
Wieder in Deutschland, wurde er Mitglied des Schlesischen Landtags und des Preußischen Vereinigten Landtags. In der Märzrevolution 1848 zwang die Volksmenge den preußischen König Friedrich Wilhelm IV. in Berlin, auf dem Balkon zu erscheinen und den aufgebahrten Opfern der Revolution („Märzgefallene“) Respekt zu zollen. Nach dem Herbeitragen weiterer Toter auf den Schlossplatz erschien der König jedoch nicht noch einmal auf seinem Balkon. Um die aufgewühlte Menge zu beruhigen, sprang Lichnowsky auf einen Tisch und hielt eine konziliante Rede. Daraufhin zerstreute sich die Menge, und der mögliche Sturm auf das Schloss blieb aus.

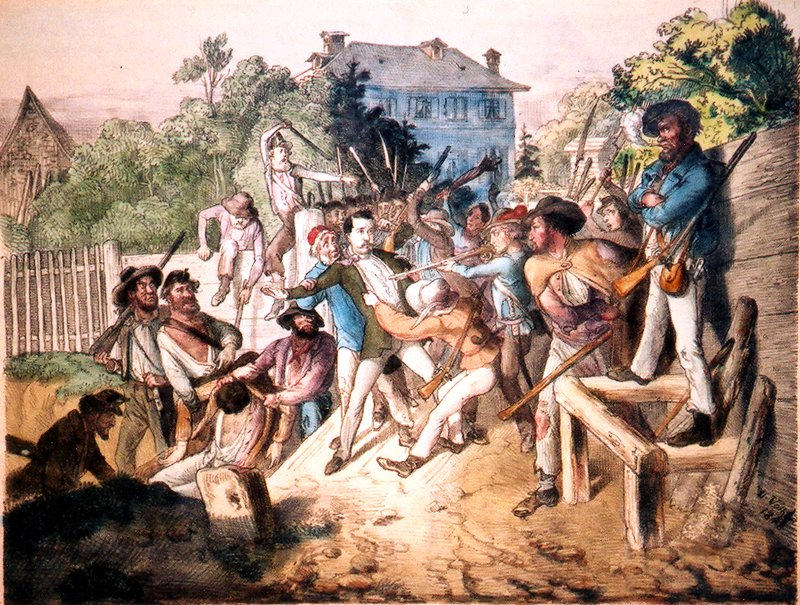
Ermordung von Felix von Lichnowsky und Hans von Auerswald

Am 18. Mai 1848 wurde Lichnowsky für den Wahlkreis Ratibor Mitglied der Frankfurter Nationalversammlung in der Paulskirche. Er gehörte der Casino-Fraktion an und war Mitglied dreier Ausschüsse, unter anderem des Verfassungsausschusses.
Am 18. September 1848 wurde Lichnowsky bei Unruhen nach der Abstimmung zum Waffenstillstand von Malmö in Frankfurt (Septemberunruhen) von einem wütenden Mob, der zunächst Hans von Auerswald aufgespürt, zusammengeschlagen und schließlich mit zwei Schüssen ermordet hatte, ebenfalls in seinem Versteck gefunden, unter Misshandlungen weggeführt. Schließlich wurde Lichnowsky durch mindestens drei Schüsse so schwer verletzt, dass er, obwohl noch in die Villa Bethmann und später in ein Frankfurter Krankenhaus verbracht, dort am späten Abend des 18. Septembers starb.

## Freimaurer und Romanfigur
Lichnowsky wurde 1834 während eines Aufenthaltes in Paris in die Freimaurerloge L’âge d’or aufgenommen. Seit 1835 war er „ständig besuchender Bruder“ der Loge Friedrich Wilhelm zur Gerechtigkeit in Ratibor, deren ordentliches Mitglied er 1845 wurde. Bei der Aufnahme von Franz Liszt 1841 in die Loge Zur Einigkeit in Frankfurt am Main war er zugegen.

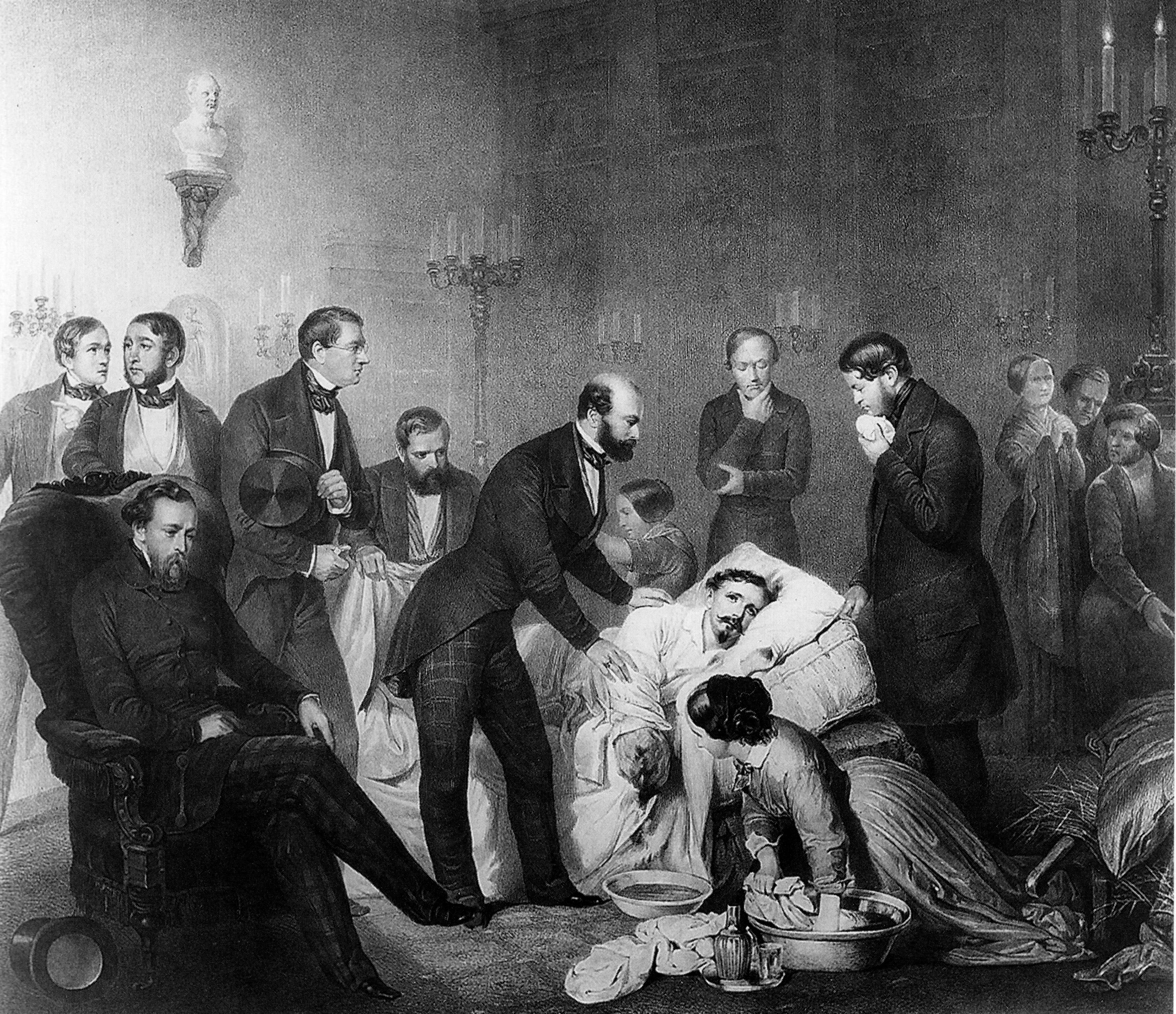
Lithographie „Die Ermordung des Fürsten von Lichnowsky zu Frankfurt am Main am 18. September 1848.“

Georg Weerth erzählt Lichnowskys Biographie in seinem satirischen Schlüsselroman Leben und Thaten des berühmten Ritters Schnapphahnski, den die Neue Rheinische Zeitung vom 8. August 1848 bis zum 21. Januar 1849 in Fortsetzung abdruckte. Weerth wurde dafür in Abwesenheit wegen „Verunglimpfung des Andenken eines Verstorbenen“ zu drei Monaten Gefängnis verurteilt. Seine hier dargestellte Heirat mit der Helgoländerin Anna Mohr wurde noch in vielen anderen Romanen aufgenommen.

## Werke
- Felix Lichnowsky: Erinnerungen aus den Jahren 1837, 1838 und 1839, 2 Bände, Frankfurt am Main, 1841
- Felix Lichnowsky: Portugal. Erinnerungen aus dem Jahre 1842, Mainz, 1843 (Digitalisat)